# Dybasina
Genre
Synonymes
- Termitopteryx Dybas, 1955

Dybasina est un genre de coléoptères de la famille des Ptiliidae.

## Liste des espèces
Selon Catalogue of Life (4 mars 2021) :
- Dybasina productus (Dybas (d), 1955)

## Publications originales
- (en) Henry S. Dybas, « New feather-wing beetles from termite nests in the American tropics (Coleoptera: Ptiliidae) », Fieldiana: Zoology, Chicago, FMNH, vol. 37, no 21,‎ 1955, p. 561–577 (ISSN 0015-0754 et 2162-4291, OCLC 12919307, DOI 10.5962/BHL.TITLE.3112, lire en ligne).
- Lundgren, R.W, Dybasina, a new name for Termitopteryx Dybas (Coleoptera: Ptiliidae), 1983 (lire en ligne), chap. 37(3), p. 272